# Добешево (Західнопоморське воєводство)
Добешево (пол. Dobieszewo) — село в Польщі, у гміні Лобез Лобезького повіту Західнопоморського воєводства.
Населення — 291 особа (2011).
У 1975-1998 роках село належало до Щецинського воєводства.

## Демографія
Демографічна структура станом на 31 березня 2011 року:
|          | Загалом | Допрацездатний вік | Працездатний вік | Постпрацездатний вік |
| -------- | ------- | ------------------ | ---------------- | -------------------- |
| Чоловіки | 142     | 25                 | 98               | 19                   |
| Жінки    | 149     | 35                 | 77               | 37                   |
| Разом    | 291     | 60                 | 175              | 56                   |